# Dançarina (Moenjodaro)
Garota Dançarina é uma escultura pré-histórica de bronze feita aproximadamente ca. 2 500 a.C. pela Civilização do vale do Indo na cidade de Moenjodaro (atual Paquistão), uma das cidades mais antigas do mundo. A estátua mede 10,5 centímetros e descreve uma jovem ou garota com proporções estilizadas se pé em pose confiante e naturalista. É reconhecida como obra de arte e artefato cultural dessa civilização. Foi descoberta pelo arqueólogo britânico Ernest J. H. Mackay em 1926, antes da Partição da Índia. É mantida pelo Museu Nacional de Nova Déli e sua posse é disputada pelo Paquistão.

## Descrição
A estátua mede 10,5 centímetros de altura e têm cerca de 5 000 anos. Foi achada na "área HR" de Moenjodaro em 1926 por Ernest J. H. Mackay. Embora em posição ereta, foi chamada Garota Dançarina como presunção de sua profissão. É uma das duas obras de arte em bronze encontradas em Moenjodaro que mostram padrões mais flexíveis se comparado a outras poses mais formais. A garota está pelada, usa algumas pulseiras e colar e aparece em posição ereta natural com uma mão no quadril. Usa 24 a 25 pulseiras em seu braço esquerdo e 4 em seu braço direito, e algum objeto é segurado em sua mão esquerda, que repousa em sua coxa; ambos os braços são incomumente longos. Seu colar tem três pingentes grandes. Ela tem cabelo comprido estilizado num grande coque que repousa em seu ombro.

## Opiniões de especialistas

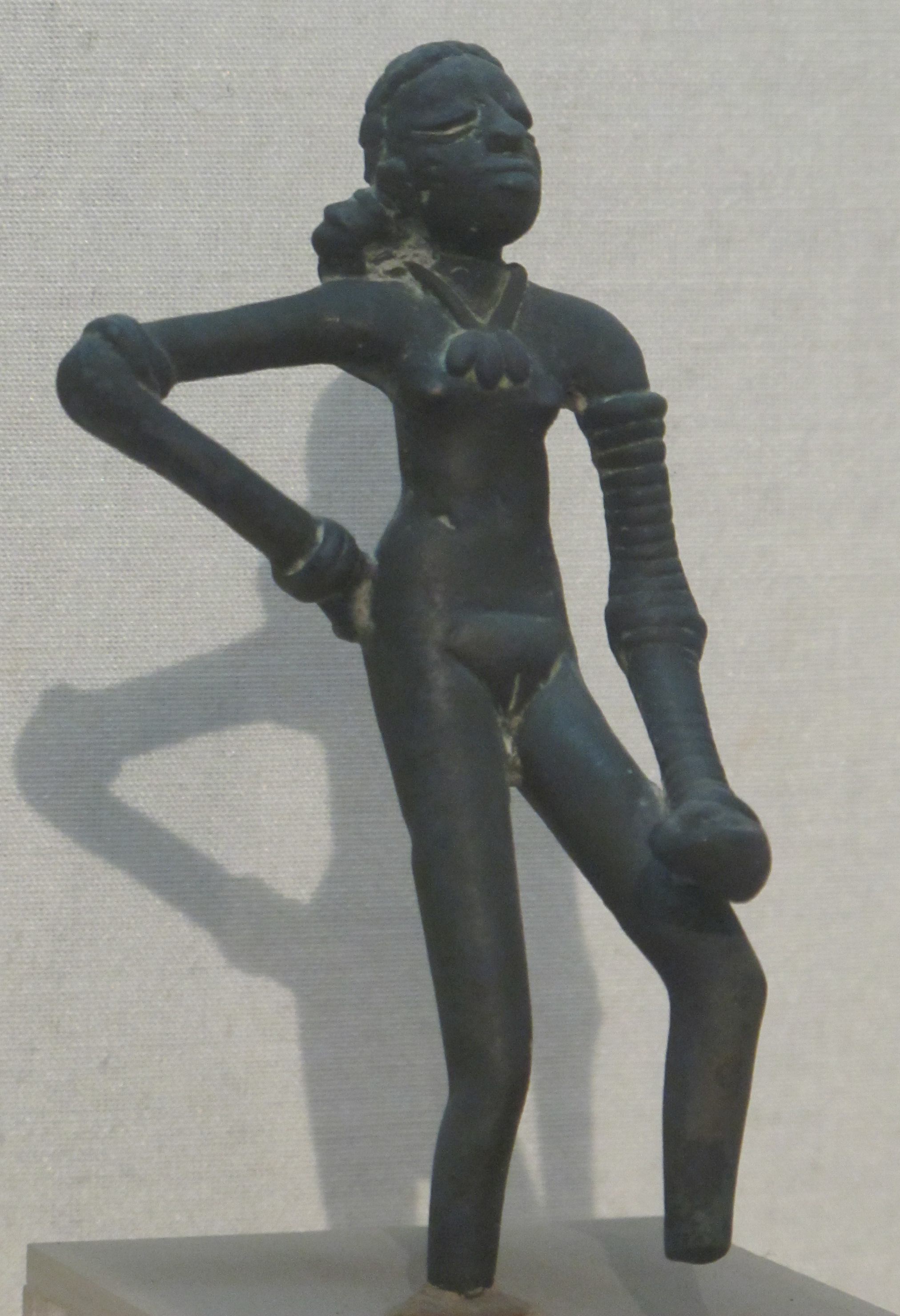

Em 1973, o arqueólogo britânico Mortimer Wheeler descreveu o objeto como sua estatueta favorita:
| “ | Ela tem aproximados 15 anos eu deveria pensar, não mais, mas ela fica de pé lá com pulseiras por todo seu braço e nada mais. Uma garota perfeitamente, para o momento, perfeitamente confiante de si e do mundo. Não há nada como ela, eu acho, no mundo. | ” |

John Marshall, outro arqueólogo de Moenjodaro, descreveu a figura como "uma jovem, sua mão sobre seu quadril numa postura meio-imprudente, e pernas ligeiramente para frente como se batesse ao tempo da música com as pernas e pés". Ele é conhecido por reagir com surpresa quando viu a estátua. Ele disse, "Quando os vi pela primeira vez achei difícil acreditar que eram pre-históricos." O arqueólogo Gregory Possehl descreveu-a como "a peça de arte mais cativante de um site do Indo" e qualificou sua descrição como dançarina ao afirmar que "não podemos estar certos que foi uma dançarina, mas era boa naquilo que fez e sabia disso."
Ela levou a duas descobertas importantes sobre a civilização: primeiro que conhecia mistura de metais, fundição e outros métodos sofisticados, e segundo que entretenimento, especialmente dança, foi parte de sua cultura. A estátua foi feita usando a técnica de cera perdida e mostra a habilidade desse povo no fazer de obras de bronze durante o período. A estátua está em exibição no Museu Nacional de Nova Déli. Uma estátua de bronze similar foi achada por Mackay durante sua escavação final em 1930-1931 na área DK-G numa casa em Moenjodaro. A preservação, bem como a qualidade do artesanato, é inferior aquele da melhor conhecida Garota Dançarina. Essa segunda figura feminina em bronze está em exibição no Museu de Carachi, no Paquistão.
Uma inscrição sobre um pedaço de cerâmica vermelho, descoberto em Birrana, um sítio harapeano no distrito de Fateabade em Hariana, mostra uma imagem que evoca a Garota Dançarina. O líder do time de escavação, L. S. Rao, afirma que "(...) a delineação [das linhas do caco] é tão verdadeiro à postura, incluindo a disposição das mãos, do bronze que parece que o artesão de Birrana tinha conhecimento em primeira mão do anterior".

## Exigência do Paquistão
Alguns políticos e especialistas paquistaneses exigiram que a Garota Dançarina retornasse ao Paquistão. Em 2016, o advogado paquistanês Javed Iqbal Jaffery peticionou à Alta Corte de Laore pelo retorno da estátua, alegando que foi "tomada do Paquistão 60 anos atrás a pedido do Conselho Nacional de Artes de Déli mas nunca retornou." Segundo ele, a Garota Dançarina era do Paquistão do mesmo modo que a Mona Lisa de Leonardo da Vinci era da Europa. Outra versão dos fatos, contudo, "sugere que a estátua foi levada para Déli antes da partilha [da Índia] por Mortimer Wheeler".